# 22 км (зупинний пункт, Львівська залізниця)
22 км — пасажирський залізничний зупинний пункт Львівської дирекції Львівської залізниці розташований на одноколійній, неелектрифікованій лінії Львів — Ходорів.
Розташований у с. Старе Село Пустомитівського району між станціями Давидів та Старе Село.
На зупинному пункті зупиняються приміські поїзди.